# Качулово
Качулово (укр. Качулове) — село, относится к Ширяевскому району Одесской области Украины.
Население по переписи 2001 года составляло 120 человек. Почтовый индекс — 66822. Телефонный код — 4858. Занимает площадь 0,71 км². Код КОАТУУ — 5125485903.

## Местный совет
66822, Одесская обл., Ширяевский р-н, с. Чегодаровка, ул. Комсомольская, 1